# Altiphylax levitoni
Espèce
Synonymes
- Tropiocolotes levitoni Golubev & Szczerbak, 1979
- Asiocolotes levitoni (Golubev & Szczerbak, 1979)
- Tropiocolotes depressus Szczerbak & Golubev, 1996
- Asiocolotes depressus (Szczerbak & Golubev, 1996)

Statut de conservation UICN

 LC  : Préoccupation mineure
Altiphylax levitoni est une espèce de geckos de la famille des Gekkonidae.

## Répartition
Cette espèce est endémique du Nord-Est de l'Afghanistan.

## Description
C'est un gecko insectivore, nocturne et terrestre.

## Étymologie
Cette espèce est nommée en l'honneur d'Alan Edward Leviton.

## Publication originale
- Golubev & Szczerbak, 1979 : New species of the Tropiocolotes Peters, 1880 genus (Reptilia, Sauria, Gekkonidae) from Afghanistan. Dopovidi Akademiyi Nauk Ukrayins'koyi RSR Seriya B Heolohichni Khimichni Ta Biolohichni Nauky, vol. 79, no 4, p. 307-310.